# 시미즈정 (후쿠이현)
시미즈정(清水町)은 후쿠이현 레이호쿠 지방에 위치했던 정이다. 2006년 2월 1일에 인접한 후쿠이시 편입 합병되고 폐지되었다. 후쿠이시 시미즈정이 되었다.

## 역사
- 1955년 7월 28일 - 아마쓰촌, 미카타촌, 시즈촌 등 3개 촌이 합병, 시미즈정이 성립하였다.
- 2006년 2월 1일 - 시미즈정 및 미야마정, 고시노촌 등 3개 정·촌이 후쿠이시에 편입합병되고 폐지되었다.

## 행정
- 정장 사이토 미테츠 (齋藤三哲) (1999년 10월부터)

## 경제·산업
시미즈히가시 지구의특산품은스가사이다.
- 산업인구(2005년 인구조사)
  - 제1차 산업: 401명
  - 제2차 산업: 1,908명
  - 제3차 산업: 3,298명

## 교통
- 호쿠리쿠 자동차도